# Kichnas
Kichnas – gaun wikas samiti w zachodniej części Nepalu w strefie Gandaki w dystrykcie Syangja. Według nepalskiego spisu powszechnego z 2001 roku liczył on 1124 gospodarstw domowych i 5550 mieszkańców (3097 kobiet i 2453 mężczyzn).